# Ahnenpass

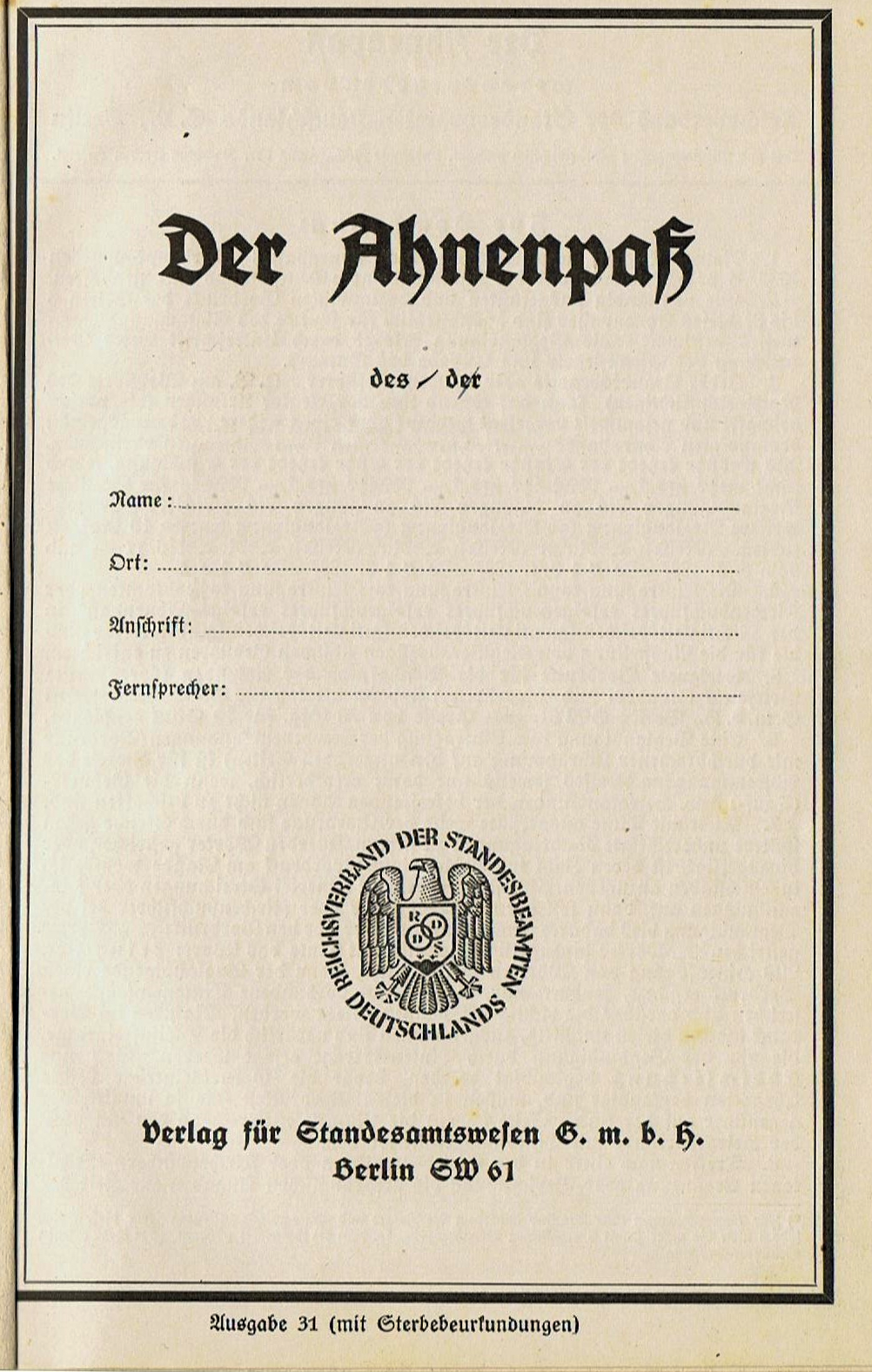
Ahnenpass, certificat d'origen racial nazi

Ahnenpass <<passaport dels avantpassats>> Era un certificat de l'origen racial ari del portador que expedia la Reichsverband der Standesbeamten Deutschlands (Associació de Registres Matrimonials d'Alemanya) a l'irrisori preu de 0'6 Reichsmarks o marcs imperials,
Aquest document era imprescindible per a tot ciutadà optant a un lloc a l'Administració (llei del 7 d'abril de 1933). Per aconseguir-ho calia provar documentalment que els pares i els quatre avis eren de sang alemanya. Els naturals d'altres països podien sol·licitar-ho sempre que certifiquessin ser de sang alemanya i, per tant, admissibles al poble alemany.

## Precedent espanyol
Aquest document té un precedent espanyol als estatuts de neteja de sang que algunes institucions van exigir als seus membres entre els segles XV i XVII, als quals la mateixa Inquisició considerava «cosa absurda i de gran perjudici».